# Miolles
Miolles é uma comuna francesa na região administrativa da Occitânia, no departamento de Tarn. Estende-se por uma área de 12.1 km², e possui 105 habitantes, segundo o censo de 2018, com uma densidade de 8.7 hab/km².